# 天渊 (小说)
《天渊》（英語：A Deepness in the Sky）是美國作家弗諾·文奇於1999年3月發表的硬科幻小說，是文奇的另一部科幻小說《深渊上的火》的前传。本书獲得1999年星云奖的提名和2000年雨果奖的最佳小说奖。2005年4月，四川科学技术出版社出版了本书的简体中文版，译者为李克勤。
本书的书名取自书中的外星人主角之一在一场辩论中对他的种族的休眠习性以及宇宙的深邃的感慨。

## 故事概要
距今数千年之后，人类的两个分支：贸易文明青河人和易莫金人的探险舰队在银河系中的开关星汇合，在环绕开关星的行星“阿拉克尼”上发现了一种外星智能生命“蜘蛛人”。双方协商共同探测和开发外星行星，但是都心怀鬼胎。不久，易莫金人发动对青河舰队的突袭，虽然获胜但是损失惨重，剩余的资源无法维持舰队的星际航行。易莫金人将双方残余的人员和物资集中在行星拉格朗日点处潜伏，等待阿拉克尼上的蜘蛛人的科技发展，以拯救缺乏资源的人类舰队和贸易损失，同时将部分青河人聚能之后加以奴役。部分青河人不甘受到易莫金人的奴役，暗中进行地下活动。数十年之后，蜘蛛人的科技到达了相当于20世纪人类的信息时代的前夕，易莫金人介入蜘蛛人国家之间的武装冲突，不料蜘蛛人中的天才早已渗透并影响了参与监听蜘蛛人世界的人类，同时青河人发动反击，消灭了部分易莫金人的领导层，并解除了大部分被聚能的人的聚能状态。随后人类与蜘蛛人合作，准备反攻易莫金人的母星，并向银河系更深处探测。

## 文明和种族
- 青河（Qeng Ho）
- 易莫金人（Emergent）
- 蜘蛛人（Spider）

## 主要角色

### 青河
- 范·紐文 (Pham Nuwen) / 范·特林尼 (Pham Trinli)
- 范·紐文生於一個名為堪培拉的星球，他做為國王最小的兒子，在毒藥、利劍與權力的中世紀世界中成長至十一歲。直到被一艘來自納姆奇(一個發達的商業技術文明）的飛船“重奏號”作為人質而帶走，遇到蘇娜·文尼。在飛船上的十二年改變了他的一生，也改變了許多其他文明(包括青河)。後來他與蘇娜對於能不能以武力改變一個孤獨文明會自行滅亡的定律產生分歧，最後在”拯救”納姆奇後，他自己以為已經可以說服蘇娜，卻被早有預謀的蘇娜與一眾范手下的艦長背判(史稱布里斯戈大背判)，被迫冬眠，並被送離納姆奇。一段時間後，范被背判過他的部下薩米·帕克找回，一同前往開關星、並易名為范·特林尼。在被莫易金人背判後，他和伊泽尔·文尼在最終時刻拯救了阿拉克尼，消灭了部分冷血残忍的莫易金人、並與蜘蛛人合作。故事的最後，他與安妮·雷諾特前往莫易金人的母星以摧毀當地的聚能制度，並計划在成功後飛向銀河中央以尋找阿拉克尼的秘奇，但因為方向錯誤，既而引發了其前作《深淵上的火》中的劇情。
- 伊泽尔·文尼（Ezr Vinh）
- 奇维·林·利索勒特（Qiwi Lin Lisolet）
- 特里克西娅·邦索尔（Trixia Bonsol）
- 吉米·迪姆（Jimmy Diem）
- 萨米·帕克（Sammy Park）
- 本尼·温（Benny Wen）
- 苏娜·文尼（Vinh）

### 易莫金人
- 托马斯·劳（Tomas Nau）
- 里茨尔·布鲁厄尔（Ritser Brughel）
- 安妮·雷诺特（Anne Reynolt）
- 特鲁德·西利潘（Trud Silipan）
- 乔新（Jau Xin）

### 蜘蛛人
- 舍坎纳·昂德希尔（Sherkaner Underhill）
- 维多利亚·史密斯（Victory Smith）
- 伦克纳·昂纳白（Hrunkner Unnerby）
- 維多利亞·賴特希爾（Victoria Lethill）

## 星球、国家和城市
- 开关星（OnOff star），每250年中有215年处于不发光的状态，称为暗黑期，
  - 阿拉克尼（Arachna）
    - 协和国 （Accord）
      - 普林塞顿（Princeton）
      - 卡罗利加湾（Calorica Bay）

    - 金德雷国（Kindred）
    - 逖弗国（Tiefstadt）
    - 南国（Southland）
      - 南端市（Southmost）

  - L1
    - 哈默菲斯特
    - 钻石一号
    - 无影手号
    - 北爪（North Paw）
- 巴拉克利亚
- 弗伦克
- 纳姆奇，阿尔钦，塔雷斯克
  - 布里斯戈大裂隙
- 特莱夫—伊特尔
- 堪培拉

## 科技和专有名词
- 定位器（Localizer）
- 尼瑟语
- 聚能，蚀脑菌
- 渊薮
- 吸附式飞船
- 公园
- 菌囊
- 反重力物质，cavorite mines

## 获奖和提名
- 1999年星云奖最佳小说提名
- 2000年雨果奖最佳小说
- 2000年普罗米修斯奖最佳自由主义者科幻小说
- 2000年约翰·坎贝尔纪念奖
- 2000年阿瑟·克拉克奖提名
- 2000年卢卡斯奖提名

## 原版和译本
- 英语：A Deepness in the Sky
  - Tor Books, 1999: ISBN 0-312-85683-0 /  ISBN 0-8125-3635-5
- 芬兰语: "Taivaan syvyydet"
  - Like, 2002: ISBN 951-578-929-X
- 俄语: ""
  - AST, 2000: ISBN 5-17-002532-7
  - AST, Yermak, 2003 (两个版本): ISBN 5-17-020474-4/ISBN 5-9577-0665-5, ISBN 5-17-019900-7/ISBN 5-9577-0663-9.
- 克罗地亚语: "Jazbina na nebu"
  - Algoritam, 2006: ISBN 953-220-424-5
- 法语: "Au Tréfonds du Ciel"
  - Livre de Poche, (20 octobre 2004): ISBN 2253108693 / ISBN 978-2253108696
  - Robert Laffont, (26 avril 2001): ISBN 2221090292 / ISBN 978-2221090299
- 意大利语: "Quando la luce tornerà"
  - Editrice Nord, 1999: ISBN 88-429-1107-0
- 荷兰语: "De Krochten van het Heelal"
  - Meulenhoff, 2001: ISBN 90-290-6594-X
- 罗马尼亚语: "Adâncurile cerului"
  - Editura Nemira, 2010: ISBN 978-606-8134-31-4
- 西班牙语: "Un abismo en el cielo"
  - Ediciones B, 2002: ISBN 978-84-666-0862-6
- 日语: "最果ての銀河船団"
  - 東京創元社 (Sogensha Publishing), 2002: ISBN 9784488705039 (部分1/2)
  - 東京創元社 (Sogensha Publishing), 2002: ISBN 9784488705046 (部分2/2)
- 德语: "Eine Tiefe am Himmel"
  - ISBN 3453870638 / ISBN 978-3453870635